# Kreis Havelberg
| Basisdaten                              | Basisdaten                                               |
| --------------------------------------- | -------------------------------------------------------- |
| Bezirk der DDR                          | Magdeburg                                                |
| Kreisstadt                              | Havelberg                                                |
| Fläche                                  | 522 km² (1989)                                           |
| Einwohner                               | 21.604 (1989)                                            |
| Bevölkerungsdichte                      | 41 Einwohner/km² (1989)                                  |
| Kfz-Kennzeichen                         | H und M (1953–1990) HG und MG (1974–1990) HV (1991–1994) |
|                                         |                                                          |
| Der Kreis Havelberg im Bezirk Magdeburg |                                                          |

Der Kreis Havelberg war ein Landkreis im Bezirk Magdeburg der DDR. Von 1990 bis 1994 bestand er als Landkreis Havelberg im Land Sachsen-Anhalt fort. Sein Gebiet gehört heute zum Landkreis Stendal in Sachsen-Anhalt. Der Sitz der Kreisverwaltung befand sich in Havelberg. 

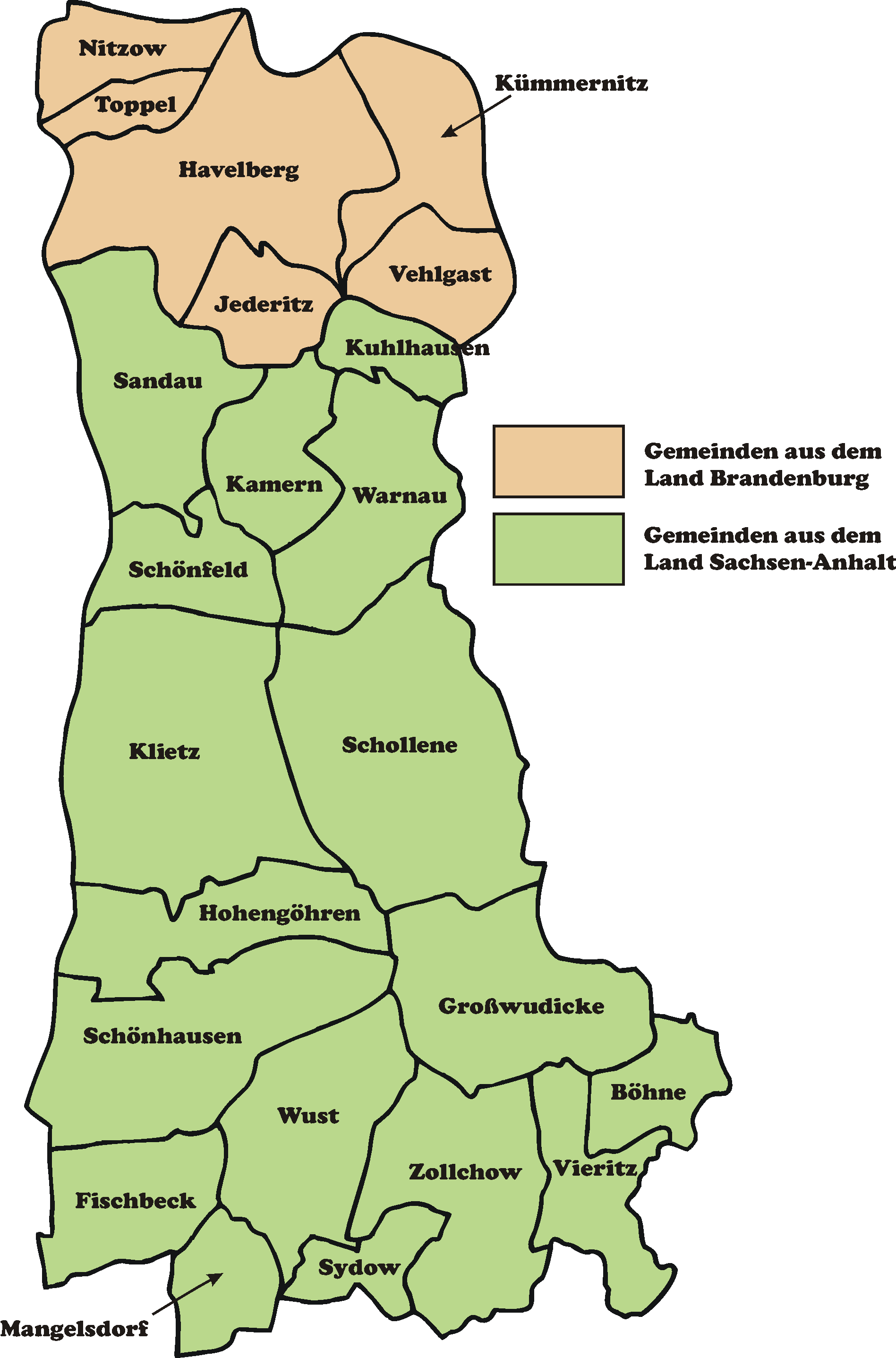
Gemeindepolitische Gliederung des Kreises Havelberg bei seiner Bildung 1952

## Geographie

### Nachbarkreise
Der Kreis Havelberg grenzte im Uhrzeigersinn im Norden beginnend an die Kreise Perleberg, Kyritz, Rathenow, Genthin, Stendal und Osterburg sowie zusätzlich bis 1965 an den Kreis Seehausen.

## Geschichte
Im Zuge der Verwaltungsreform von 1952 wurde der Kreis Havelberg am 25. Juli 1952 gebildet und gehörte zum Bezirk Magdeburg. Der Kreis war eine neue Verwaltungseinheit aus Teilen des ehemaligen Landkreises Jerichow II (Sachsen-Anhalt) und der Stadt Havelberg sowie fünf umliegenden Gemeinden, die ehemals dem Landkreis Westprignitz (Brandenburg) angehörten.
Am 1. Januar 1957 wechselten die Gemeinden Böhne, Großwudicke, Vieritz und Zollchow aus dem Kreis Havelberg in den Kreis Rathenow im Bezirk Potsdam.
Am 17. Mai 1990 wurde der Kreis in Landkreis Havelberg umbenannt. Mit der Kreisgebietsreform in Sachsen-Anhalt, die am 1. Juli 1994 in Kraft trat, ging der Landkreis Havelberg im Großkreis Stendal auf.

## Gemeinden
Gemeindepolitischer Stand bei der Bildung des Kreises 1952:
Städte und Gemeinden aus dem ehemaligen Landkreis Westprignitz (Land Brandenburg):
| - Havelberg - Jederitz - Kümmernitz, am 1. Januar 1974 zu Vehlgast-Kümmernitz | - Nitzow - Toppel, am 1. Januar 1957 nach Havelberg eingemeindet - Vehlgast, am 1. Januar 1974 zu Vehlgast-Kümmernitz |

Städte und Gemeinden aus dem ehemaligen Landkreis Jerichow II (Land Sachsen-Anhalt):
| - Böhne - Fischbeck - Großwudicke - Hohengöhren - Kamern - Klietz | - Kuhlhausen - Mangelsdorf - Sandau - Schollene - Schönfeld - Schönhausen | - Sydow, am 15. Februar 1974 nach Wust eingemeindet - Vieritz - Warnau - Wust - Zollchow |

Am 1. Januar 1957 wechselten die Gemeinden Böhne, Großwudicke, Vieritz und Zollchow in den Kreis Rathenow im Bezirk Potsdam.
Außerdem wurden am 1. Januar 1957 einige ehemalige Gemeinden, die 1950 zu Ortsteilen geworden waren, wieder neugebildet:
- Molkenberg (aus der Gemeinde Schollene)
- Neuermark-Lübars (aus der Gemeinde Klietz)
- Rehberg (aus der Gemeinde Warnau)
- Scharlibbe (aus der Gemeinde Klietz)
- Wulkau (aus der Stadt Sandau)

Am 15. Februar 1974 wurden die Gemeinden Rehberg (nach Kamern), Molkenberg (nach Schollene) und Scharlibbe (nach Klietz) wieder aufgelöst.

## Kfz-Kennzeichen
Den Kraftfahrzeugen (mit Ausnahme der Motorräder) und Anhängern wurden von etwa 1974 bis Ende 1990 dreibuchstabige Unterscheidungszeichen, die mit den Buchstabenpaaren HG und MG begannen, zugewiesen. Die letzte für Motorräder genutzte Kennzeichenserie war HW 75-01 bis HW 85-00.
Anfang 1991 erhielt der Landkreis das Unterscheidungszeichen HV. Es wurde bis zum 30. Juni 1994 ausgegeben. Seit dem 27. November 2012 ist es aufgrund der Kennzeichenliberalisierung im Landkreis Stendal erhältlich.